# Eurovisiesongfestival 1958

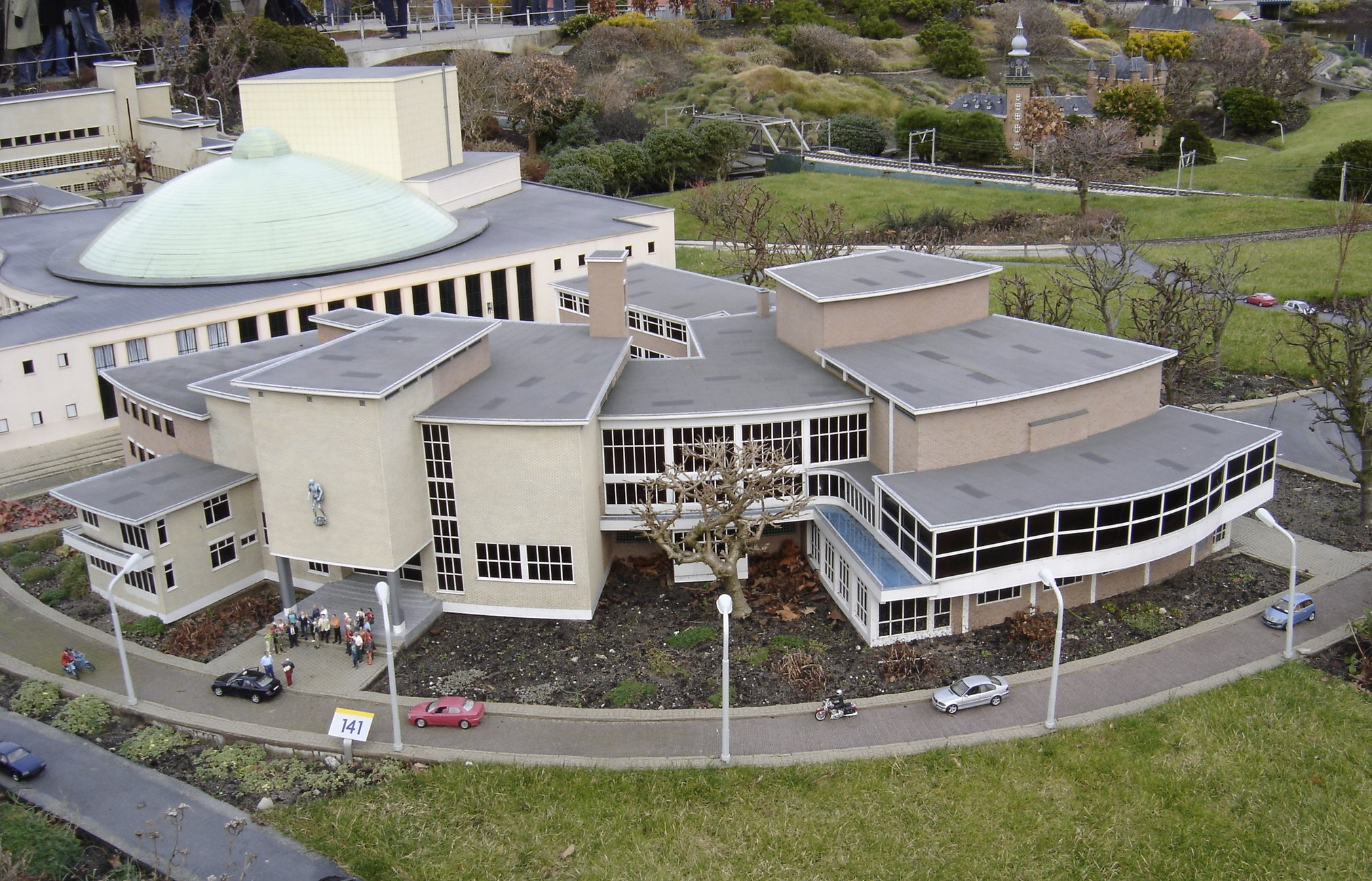
AVRO-studio's (model uit Madurodam)

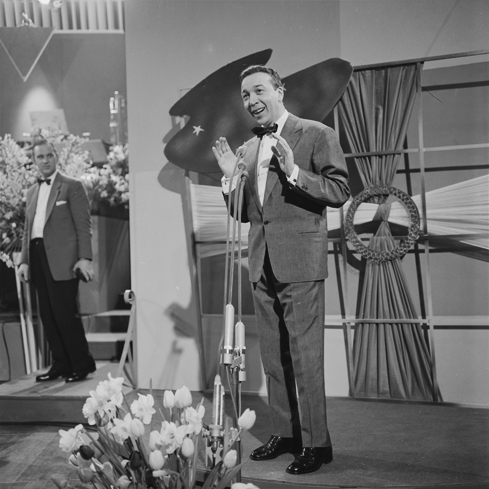
Winnaar André Claveau tijdens een repetitie

Het Eurovisiesongfestival 1958 was het derde Eurovisiesongfestival en vond plaats op 12 maart 1958 in Hilversum. Het was voor het eerst dat het winnende land van het voorgaande jaar het songfestival mocht organiseren, in dit geval Nederland. Het programma werd gepresenteerd door Hannie Lips.
Van de 10 deelnemende landen won Frankrijk dit songfestival met het nummer Dors, mon amour, uitgevoerd door André Claveau. Dit lied kreeg 27 punten, 27% van het totale aantal punten. Met 24 punten werd Zwitserland tweede, gevolgd door Zweden dat derde werd met 14 punten. Italie werd vierde met 13 punten.
De Italiaanse inzending werd niet volledig ontvangen in sommige andere landen, waardoor, nadat alle andere liedjes gezongen waren, Domenico Modugno zijn inzending opnieuw moest zingen. Deze Italiaanse inzending, Nel blu dipinto di blu, beter bekend als Volare, was de grootste hit die uit deze editie van het songfestival kwam. Het lied werd erg succesvol in de Verenigde Staten en won twee Grammy Awards.
Dit songfestival is, samen met dat van 1956, de enige editie waarbij er geen Engels werd gezongen op het Eurovisiepodium.

## Interludium
Het interludium was muziek uitgevoerd door het Metropole Orkest, gedirigeerd door Dolf van der Linden. Dat jaar waren er twee interludia, één in het midden en één nadat alle liedjes gespeeld waren.

## Puntentelling

### Stemstructuur
Net als vorig jaar had elk land tien juryleden, die elk 1 punt aan een liedje gaven. Stemmen op het eigen land was niet toegestaan.

### Score bijhouden
De score werd bijgehouden op een scorebord dat in de zaal hing. De deelnemende landen stonden niet op het bord. Wel stonden de titels van de liedjes vermeld met daarvoor het nummer van het optreden. Achter elk liedje stond het totaal met daarvoor een kolom waarin de gegeven punten stonden. Zodra deze zichtbaar waren, werden ze bij het totaal opgeteld.
Tijdens de puntentelling stond de presentatrice op het podium, naast het scorebord. Op een desk voor haar stond de telefoon waarvan zij tijdens het stemmen de hoorn aan haar oor hield.

### Stemmen
De jury's werden opgebeld in omgekeerde volgorde van optreden. Het geven van de punten ging op volgorde van optreden. De vertegenwoordiger van het land noemde het nummer, land en het aantal punten in het Engels of Frans. De presentatrice herhaalde het nummer en het aantal punten in de taal waarin de punten gegeven werden. De punten werden niet in een andere taal herhaald.
In het Frans en Engels gebruikte de presentatrice het woord votes.

### Beslissing
Na de één-na-laatste stemming, die van Nederland, stonden Frankrijk en Zwitserland nek-aan-nek met respectievelijk 21 en 20 punten.
De beslissende punten kwamen uit Rome. Italië begon met zes punten aan Frankrijk. Daarmee was gelijk duidelijk dat Frankrijk de winnaar was met 27 punten.

### Fouten
De juryvoorzitter van Oostenrijk had niet begrepen dat de punten herhaald moesten worden, waardoor Lips hem moest vragen opnieuw te beginnen. Ze maakte bijna een fout door Zweden vijf punten te geven, terwijl dat vier moest zijn. De fout werd door de technici van het scorebord gelijk hersteld.

Frankrijk gaf de punten in de verkeerde volgorde, namelijk: de omgekeerde volgorde van optreden. Door de slechte telefoonverbinding lukte het nauwelijks de punten bij te houden. Met veel herhalen lukte het toch om de punten op het bord te krijgen.

### Resultaat
| Plaats | Land        | Artiest          | Lied                             | Punten |
| ------ | ----------- | ---------------- | -------------------------------- | ------ |
| 1      | Frankrijk   | André Claveau    | Dors, mon amour                  | 27     |
| 2      | Zwitserland | Lys Assia        | Giorgio                          | 24     |
| 3      | Italië      | Domenico Modugno | Nel blu dipinto di blu           | 13     |
| 4      | Zweden      | Alice Babs       | Lilla stjärna                    | 10     |
| 5      | België      | Fud Leclerc      | Ma petite chatte                 | 8      |
| 5      | Oostenrijk  | Liane Augustin   | Die ganze Welt braucht Liebe     | 8      |
| 7      | Duitsland   | Margot Hielscher | Für zwei Groschen Musik          | 5      |
| 8      | Denemarken  | Raquel Rastenni  | Jeg rev et blad ud af min dagbog | 3      |
| 9      | Nederland   | Corry Brokken    | Heel de wereld                   | 1      |
| 9      | Luxemburg   | Solange Berry    | Un grand amour                   | 1      |

## Scoreblad

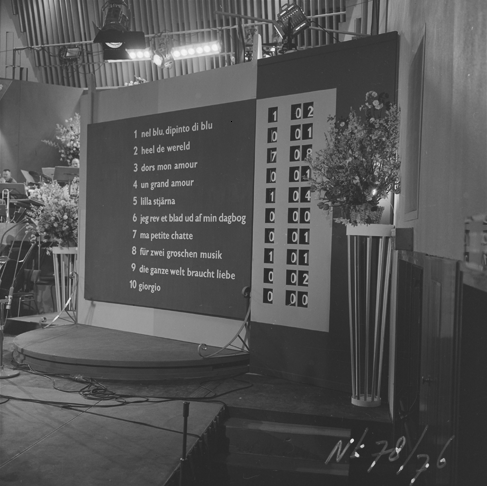
Het scorebord

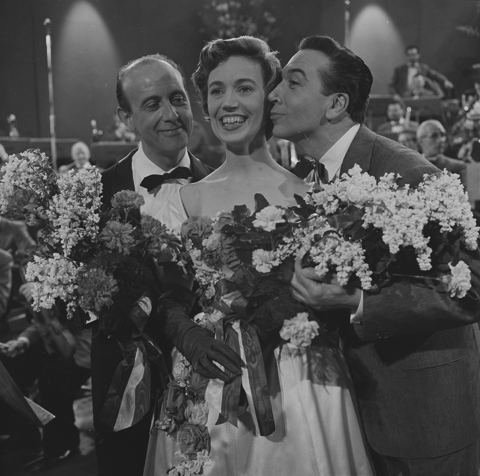
Dirigent Franck Pourcel, presentatrice Hannie Lips en winnaar André Claveau na afloop van het Songfestival

|            |             | Stemresultaten | Stemresultaten | Stemresultaten | Stemresultaten | Stemresultaten | Stemresultaten | Stemresultaten | Stemresultaten | Stemresultaten | Stemresultaten | Stemresultaten |
| ---------- | ----------- | -------------- | -------------- | -------------- | -------------- | -------------- | -------------- | -------------- | -------------- | -------------- | -------------- | -------------- |
| Deelnemers | Italië      | 13             |                | 1              | 1              |                | 1              |                | 4              | 4              | 1              | 1              |
| Deelnemers | Nederland   | 1              |                |                |                |                |                |                |                |                |                | 1              |
| Deelnemers | Frankrijk   | 27             | 6              |                |                | 1              | 1              | 9              | 1              | 1              | 7              | 1              |
| Deelnemers | Luxemburg   | 1              |                |                |                |                |                |                |                |                |                | 1              |
| Deelnemers | Zweden      | 10             |                | 2              |                | 3              |                |                | 1              |                | 1              | 3              |
| Deelnemers | Denemarken  | 4              |                | 1              | 1              |                | 1              |                |                |                |                | 1              |
| Deelnemers | België      | 8              |                |                |                |                | 1              | 1              |                | 5              |                | 1              |
| Deelnemers | Duitsland   | 5              |                |                | 2              |                | 1              |                | 1              |                | 1              |                |
| Deelnemers | Oostenrijk  | 8              |                |                | 3              | 1              | 1              |                | 1              |                |                | 2              |
| Deelnemers | Zwitserland | 24             | 4              | 6              | 3              | 5              | 4              |                | 2              |                |                |                |

Deze tabel is gerangschikt volgens opkomen.

## Landen
De deelnemerde landen waren:
- België
- Denemarken
- Frankrijk
- Italië
- Luxemburg
- Nederland
- Oostenrijk
- Duitsland
- Zwitserland
- Zweden

## Terugkerende artiesten
| Land        | Artiest          | Plaats | Eerdere deelname | Plaats toen |
| ----------- | ---------------- | ------ | ---------------- | ----------- |
| België      | Fud Leclerc      | 5      | België 1956      | onbekend    |
| Duitsland   | Margot Hielscher | 7      | Duitsland 1957   | 4           |
| Nederland   | Corry Brokken    | 9      | Nederland 1956   | onbekend    |
| Nederland   | Corry Brokken    | 9      | Nederland 1957   | 1           |
| Zwitserland | Lys Assia        | 2      | Zwitserland 1956 | 1           |
| Zwitserland | Lys Assia        | 2      | Zwitserland 1957 | 8           |

Birthe Wilke & Gustav Winckler probeerden de Dansk Melodi Grand Prix nog eens te winnen maar ze mochten niet voor de 2de keer op rij Denemarken vertegenwoordigen.

### Debuterende landen
- Zweden (zie ook Zweden op het Eurovisiesongfestival)

### Terugtrekkende landen
- Verenigd Koninkrijk Na het slechte resultaat in 1957 trok het Verenigd Koninkrijk zich terug, het zou de laatste keer zijn dat ze er niet bij waren (zie ook Verenigd Koninkrijk op het Eurovisiesongfestival).

### Kaart

Deelnemende landen
Landen die al meegedaan hebben maar niet meedoen